# Holzen (Sankt Wolfgang)
Holzen ist ein Gemeindeteil von St. Wolfgang im oberbayerischen Landkreis Erding.

## Lage
Der Weiler Holzen liegt hinter den Sportplätzen des TSV St. Wolfgang 1,3 Kilometer nordwestlich des Rathauses des Gemeindehauptorts Sankt Wolfgang.

## Gebäude
Das ehemalige Kleinbauernhaus Holzen 1a ist ein eingeschossiger Einfirsthof mit Satteldach und Trauf- und Giebelbundwerk. Es ist mit der Jahreszahl 1783 bezeichnet und als Baudenkmal in die Liste der Baudenkmäler in Sankt Wolfgang eingetragen.

## Bevölkerungsentwicklung
Um 1970 gab es in Holzen sieben Einwohner. Im Mai 1987 lebten dort elf Einwohner in drei Wohngebäuden, von denen eines in zwei Wohnungen aufgeteilt war.
| Jahr      | 1970 | 1987 |
| Einwohner | 7    | 11   |